# Zwettl
Zwettl est une ville autrichienne, chef-lieu du district de Zwettl, en Basse-Autriche.

## Géographie
La ville se situe dans la région du Waldviertel, dans le nord-ouest du Land de Basse-Autriche, au confluent de la rivière Zwettl avec le Kamp.

## Histoire

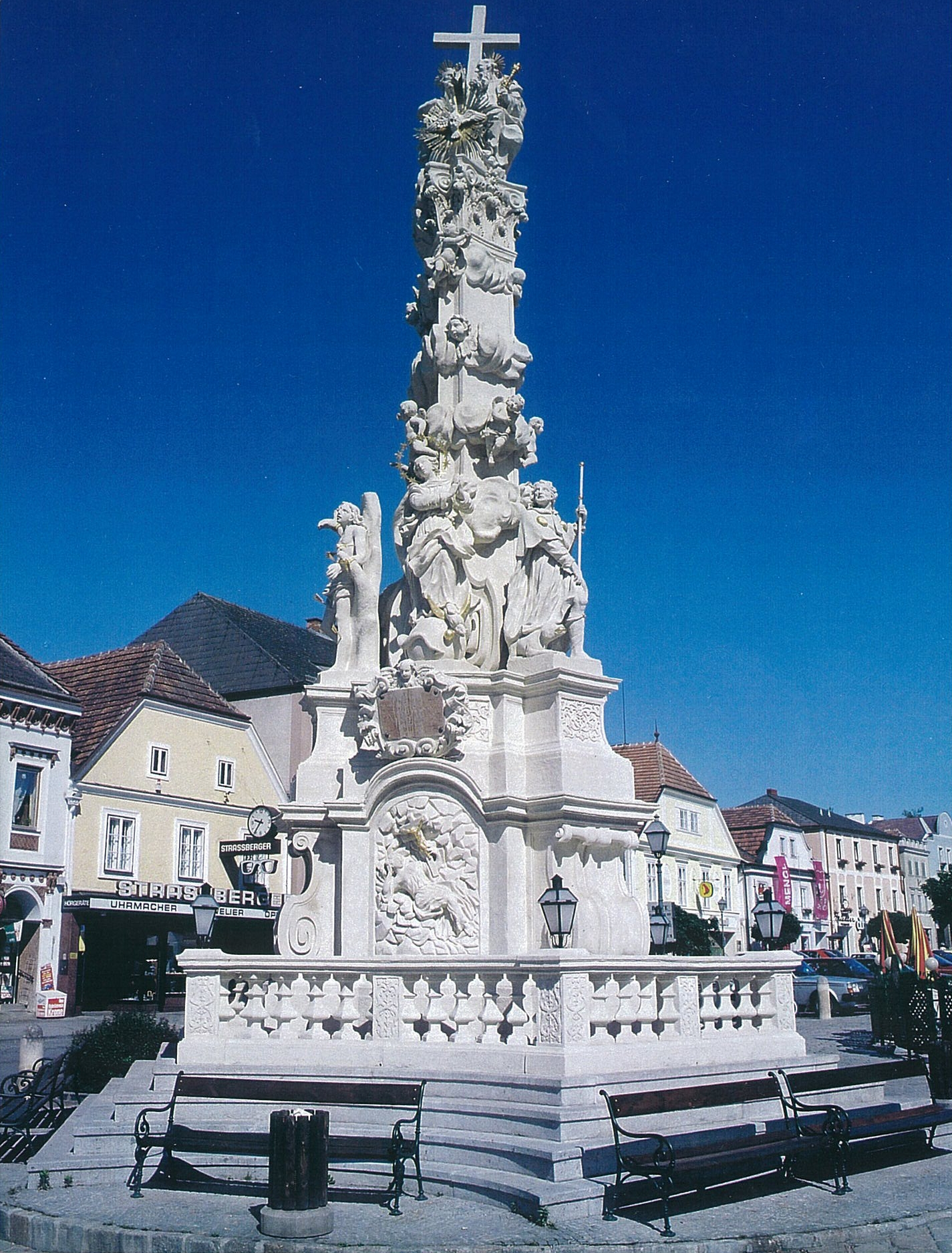
Colonne de la Sainte-Trinité.

L’abbaye de Zwettl fut fondée en 1138 par des moines cisterciens de l'abbaye de Heiligenkreuz, filiation de Morimond. D'abord frappée la peste noire, ni la révolte hussite ni la guerre de Trente Ans n'ont interrompu son activité. Aux XVIIe et XVIIIe siècles, Zwettl bénéficia de l'administration d'abbés remarquables, notamment Link (1646-1671), Caspar Bernhardt (1672-1695) et Melchior Zaunagg (1706-1747).
La colonie de Zwettl, fondée par des ministériels de la maison de Babenberg, margraves d'Autriche, est mentionnée pour la première fois en octobre 1139. Elle a reçu les droits de ville le 28 décembre 1200. Le 25 mars 1427, les hussites sous le commandement de André Procope y se sont battus contre les troupes du duc Albert V d'Autriche.

## Patrimoine
L'abbaye, située à 4 km du centre-ville de Zwettl, est célèbre grâce au plus haut clocher de toutes les abbatiales cisterciennes, celui de 99 mètres de hauteur avec la statue dorée d'un Christ bénissant le monde.

## Jumelages
- Zistersdorf (Autriche)
- Plochingen (Allemagne)
- Jindřichův Hradec (Tchéquie)

## Personnalités liées
- Johann Michael Puchberg (1741–1822), marchand ;
- Florian Metz (né en 1985), footballeur ;
- Andreas Haider-Maurer (né en 1987), joueur de tennis.